# 존 얼리
존 얼리(John Early, 1988년 1월 21일 ~ )는 미국의 희극 배우, 배우, 영화 감독, 텔레비전 배우이다.
내슈빌에서 태어났다.

## 방송
- 서치 파티

## 영화
- 2022년 DC 리그 오브 슈퍼-펫 - 플래시/배리 앨런 역